# Jack Bannon
John James Bannon (Los Ángeles, California, Estados Unidos, 14 de junio de 1940 - Coeur d'Alene, Idaho, 25 de octubre de 2017) fue un actor de teatro y televisión estadounidense, conocido como Jack Bannon. Su fama le llegó por su papel interpretando a Art Donovan en la serie Lou Grant, un papel que interpretó durante los 114 capítulos que duró la serie, en sus cinco temporadas (1977-1982).

## Biografía
Sus padres fueron los actores de cine y televisión Jim Bannon, que trabajó en películas del Oeste (Red Ryder) y Bea Benaderet (The George Burns and Gracie Allen Show, Petticoat Junction, The Beverly Hillbillies), además de prestar su voz a Betty en Los Picapiedra.
Se graduó en la Universidad de California, en Santa Bárbara. En 1963 apareció en la serie Kate's Recipe For Hot Rhubarb. En 1969, apareció nuevamente en Petticoat Junction (después de que su madre muriera en 1968) apareciendo como "Buck" en el episodio "One of Our Chickens Is Missing". Y posteriormente también intervino en otras series como: Judd for the Defens o Kojak. Después de Lou Grant, consiguió un papel fijo en Trauma Center, de la ABC.
Las dos últimas décadas de su vida las pasó trajando con su mujer en el Coeur d'Alene Summer Theatre, donde representaba los éxitos de Broadway en la pequeña y tranquila localidad de Coeur d'Alene, situada en el Oeste norteamericano. Allí falleció el 25 de octubre de 2017, a los 77 años. Le sobrevivió su esposa, la actriz Ellen Travolta, hermana mayor de John Travolta.